# Carrie Goldberg
Carrie Goldberg (nacida en 1977) es una abogada estadounidense que se especializa en violaciones de privacidad sexual, con un enfoque particular en ayudar a las víctimas de porno vengativo y ciberacoso. Ella representa a Lucia Evans y Paz de la Huerta, que son presuntas víctimas del exproductor de cine Harvey Weinstein. Su firma tiene su sede en Brooklyn, Nueva York.

## Primeros años
Goldberg creció en Aberdeen, Washington. Se graduó de Vassar College en 1999 y recibió su título de abogada de Brooklyn Law School.

## Carrera
Antes de comenzar su bufete, trabajó como directora de servicios legales en el Vera Institute of Justice y se desempeñó como administradora de casos para las víctimas del Holocausto.
A menudo atribuye su experiencia de ser acosada en línea y extorsionada sexualmente por un exnovio como la motivación detrás de comenzar su bufete de abogados.
Aunque es más conocida por su trabajo contra el porno vengativo, su carrera como abogada es multidisciplinar, incluido el trabajo contra la extorsión sexual, el acoso en línea, y el ciberacoso, así como la representación víctimas de agresión sexual. Frecuentemente acusa al Departamento de Educación de la Ciudad de Nueva York de no proteger y brindar atención a estudiantes afroamericanas que fueron agredidas sexualmente en la escuela y en 2015 ganó un acuerdo de casi $ 1 millón por una cliente adolescente cuyo informe de agresión sexual fue severamente mal administrado por la administración de su escuela.
Goldberg también representa a Matthew Herrick, quien está demandando a la aplicación de citas gay Grindr por no evitar que un usuario envíe hombres sexualmente agresivos a su casa y trabajo bajo la suposición de que iban a tener relaciones sexuales violentas.
Ella es miembro de la junta de Cyber Civil Rights Initiative, una organización sin fines de lucro que busca concientizar sobre las consecuencias que alteran la vida de ser una víctima de porno vengativo. En 2017, el Centro de Información de Privacidad Electrónica la distinguió con el premio de Campeona de la Privacidad.

## En la cultura popular
En 2017, Sony Television anunció que estaba produciendo una serie de televisión dramática basada en la vida y el trabajo de Goldberg.